# 10939 Maheshwari
10939 Maheshwari eller 1999 CJ19 är en asteroid i huvudbältet som upptäcktes den 10 mars 1999 av LINEAR i Socorro County, New Mexico. Den är uppkallad efter Eish Maheshwari.
Asteroiden har en diameter på ungefär 4 kilometer.